# شاه‌ماهی درازباله
شاه‌ماهی درازباله (نام علمی: Neoopisthopterus) نام یک سرده از تیره شگ‌ماهیان است.